# Acidocroton horridus
Acidocroton horridus är en törelväxtart som beskrevs av Ignatz Urban och Erik Leonard Ekman. Acidocroton horridus ingår i släktet Acidocroton och familjen törelväxter.
Artens utbredningsområde är Haiti. Inga underarter finns listade i Catalogue of Life.